# 663271 Heinzreinhardt
663271 Heinzreinhardt este o planetă minoră (asteroid) din centura de asteroizi. A fost descoperită pe 11 martie 2007 la  de Uwe Süßenberger⁠(d). 
Obiectul prezintă o orbită caracterizată de o semiaxă mare de 2,6156177995996 UAi, o excentricitate de 0,19066489293839, o înclinație de 14,982208912363 ° în raport cu ecliptica.